# Aleksandr Zoebarev

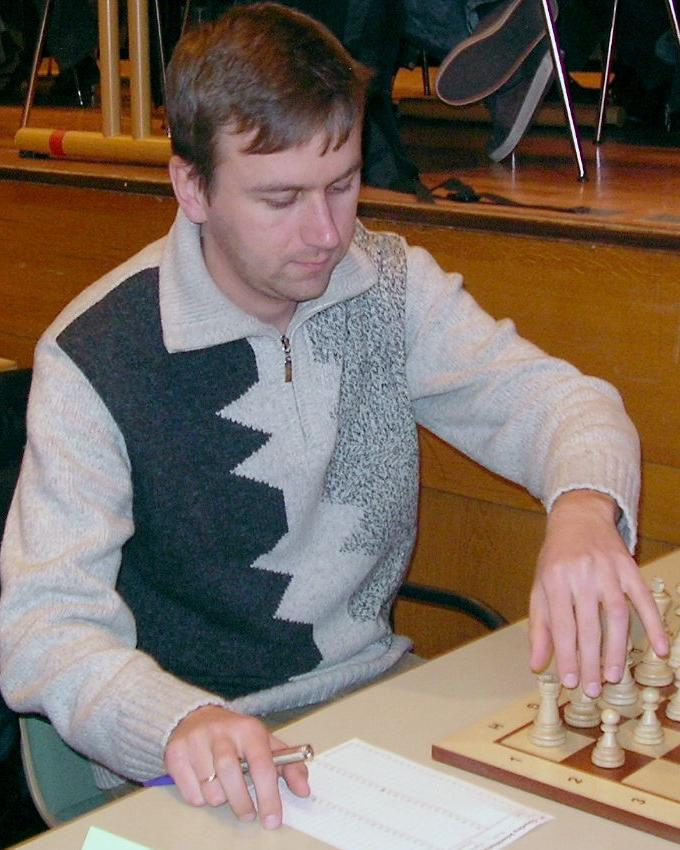
Aleksandr Zoebarev

Aleksandr Volodimirovitsj Zoebarev (Oekraïens: Олександр Володимирович Зубарєв) (Oekraïne, 1979) is een Oekraïense schaker met een FIDE-rating van 2505 in 2005 en 2556 in 2015. Hij is een grootmeester.
- Van 16 t/m 26 oktober 2005 speelde hij mee in het Femida 2005 schaaktoernooi dat in Charkov verspeeld werd en dat met 7.5 uit 11 gewonnen werd door Georgy Arzumanian. Zoebarev eindigde met 6 punten op een gedeelde vierde plaats.